# ゼニガメ
ゼニガメとはニホンイシガメの幼体のことで、ペットとして飼われることがある。成体まで成長できれば20cm程度まで大きくなる。陸と水を作った入れ物で、煮干しなどを与えて飼育される。丸い甲羅が江戸時代の硬貨である銭に似ていることから、銭亀と呼ばれた。海亀、亀の子と並んで夏の季語でもある。俳句などに取り上げられていることから、少なくとも江戸時代には広く知られていたことが分かる。銭亀とはもともとニホンイシガメの幼体のことであったが、クサガメ
の幼体を銭亀とよんで販売している場合があるが近代の取り扱い店などの誤りである。両者とも、尾が長いことだけ共通しているが江戸時代以前からゼニガメという呼称があったため外来種のクサガメはゼニガメには該当しない。

## ゼニガメに関する主な作品
- 与謝蕪村 - 銭亀や青砥もしらぬ山清水。
  - 紛失した十文を探すために五十文を費やした青砥左衛門の故事にかけた作品である。
- 円山応挙 - 銭亀図。
  - 江戸時代中期の絵師がゼニガメを扇子に描いた作品。

## ゼニガメに関連する施設
- 東京都台東区浅草に位置する浅草寺には、弁天山と呼ばれるお堂がある。このお堂は銭亀弁天と呼ばれていた。
- 奈良県生駒郡平群町に位置する朝護孫子寺千手院は、銭亀善神を祭っている。黄金の銭亀があり、金運を運ぶ神として知られる。毎年、4月には銭亀まつりを執り行なう。

## その他
- ウルトラQ第6話「育てよ！カメ」に出てきた浦島太郎少年が育てたのが、この「ゼニガメ」であった。
- 徳島県徳島市国府町 - 銭亀という地名がある。